# Chronème
Le chronème est l’unité suprasegmentale théorique de base d’un son qui le distingue d’un autre par la durée. Le concept est comparable au tonème, unité de ton. Dans l’alphabet phonétique international, le chronème est représenté par le brève suscrit ‹ ◌̆ › pour les sons courts, le demi-chrone ‹ ˑ › pour les sons semi-long, et le chrone ‹ ː › pour les sons longs.
Le terme chronème est aussi utilisé par François Falc’hun pour désigner un groupe complexe formé d’une voyelle et d’une consonne.